# Torre Libeskind
De Torre Libeskind (ook Torre PwC, of met bijnaam Il Curvo) is een 175,5 meter hoge wolkenkrabber in de Italiaanse stad Milaan. De bouw werd uitgevoerd naar plannen van de Pools-Amerikaanse architect Daniel Libeskind en het ingenieursbureau van Mauro Eugenio Giuliani - Redesco.
Het gebouw is genoemd naar, en dient als Milanees hoofdkantoor voor de internationale consultancy en accountantsfirma PricewaterhouseCoopers (PwC), een van de grootste firma's in zijn genre wereldwijd. De Torre Libeskind biedt vergader- en kantoorruimte voor 3.000 personeelsleden. PwC kon zo zijn werkplek optimaliseren en alle personeel van drie aparte kantoorruimtes in Milaan samenbrengen in een kantoor. Enige eigenaar van het bouwwerk was Assicurazioni Generali, tot het op 8 juni 2021 50% verkocht aan Enpaia, het Italiaans Nationaal Mutualiteitsfonds voor Werknemers in de Landbouw.
De wolkenkrabber heeft 30 verdiepingen en een totale vloeroppervlakte van 33.500 m². Met inbegrip van gelijkvloers en ondergrondse verdiepingen telt het gebouw 34 niveaus. De eerste werken aan de fundering begonnen in oktober 2015, de officiële eerstesteenlegging werd voltrokken op 28 juni 2016, op 21 oktober 2020 was de bouw voltooid. De officiële inhuldiging vond plaats in 2021. Een onderscheidend teken van het gebouw is de "kroon" in staal en glas 40 meter hoog op de top, een segment geïnspireerd op de typische koepels uit de Italiaanse renaissance, die het bolvormige concept van het hele gebouw samenvat.
Het gebouw heeft de LEED (Leadership in Energy and Environmental Design) Gold-certificering behaald. De HVAC werd sterk geoptimaliseerd. 4-pijps fan coil units (FCU warmtewisselaars) worden gebruikt voor verwarming en koeling. Warm water wordt afgenomen van een stadsverwarmingsnet, dat warmte van de stadsverbrandingsoven distribueert. Gekoeld water wordt geproduceerd door hoogrenderende water-naar-waterkoelers die warmte afgeven via gigantische koeltorens verborgen onder de dakkroon. Verse lucht wordt behandeld door air handling units (AHU's) die zijn uitgerust met warmteterugwinning van het dubbele wieltype, die zowel de energiebehoefte voor verwarming in de winter als ventilatie in de zomer minimaliseren. De verlichting is geïntegreerd om de architectuur aan te vullen. Op kantoorvloeren volgen lichtlinten de gebogen contouren van de vloerplaat. De intensiteit van de kunstverlichting wordt continu aangepast aan het overvloedig binnenstromend daglicht.
Het gebouw is gevestigd op de voormalige site van de handelsbeurs van Milaan, de Fiera Milano, en is zo onderdeel van een nieuwe zakenwijk in Milaan, CityLife. Centraal in de wijk is een plein omgeven door drie wolkenkrabbers, de Tre Torri, waarvan de Torre Libeskind de laagste is. De 191,5 m hoge Torre Generali ontworpen door Zaha Hadid werd drie jaar eerder in 2017 in gebruik genomen, de 209 m hoge Torre Isozaki werd zelfs al in 2015 afgewerkt. De lokale bijnaam voor de Torre Libeskind is Il Curvo (Italiaans voor "De kromme"), verwijzend naar de boog in de richting van de twee andere wolkenkrabbers in de vormgeving van het bouwwerk, een boog die naar verluidt geïnspireerd is op de Rondanini Pietà van Michelangelo.
Het gebouw is vlot toegankelijk via het direct naastgelegen metrostation Tre Torri, bediend door lijn M5 van de metro van Milaan.